# هاري واترس
هاري واترس (بالإنجليزية: Harry Waters)‏ هو عازف بيانو وموسيقي بريطاني، ولد في 16 نوفمبر 1976.

## وصلات خارجية
- هاري واترس على موقع ميوزك برينز (الإنجليزية)
- هاري واترس على موقع ديسكوغز (الإنجليزية)